# Ata de reunião
Uma ata de reunião, ou simplesmente ata, é um registro dos eventos importantes que ocorreram em uma reunião deliberativa. São tradicionalmente feitos por meio de escrita e durante o andamento da própria reunião, simultaneamente à ocorrência desses eventos.
Uma ata não é uma transcrição completa da reunião e também é diferente de um resumo (ou minuta), que pode ser usado para dar uma ideia do conteúdo de maneira mais resumida. Em inglês, o equivalente à ata chama-se minutes, o que pode causar alguma confusão devido ao uso diferente da palavra similar em português (minuta).
Apesar de ser um documento que não mudou muito com o tempo, seguindo uma estrutura capaz de pontuar informações constantemente relevantes, como data, participantes, pauta, resultados de votações, etc., recursos tecnológicos como gravações de áudio e vídeo e assinaturas eletrônicas de arquivos podem facilitar bastante o trabalho e aumentar a confiabilidade do registro.
Uma referência muito usada para elaboração de atas nos Estados Unidos é o livro Robert's Rules of Order, cuja primeira edição foi escrita em 1876 pelo oficial americano Henry Martyn Robert.